# Kasteel De Essenburgh

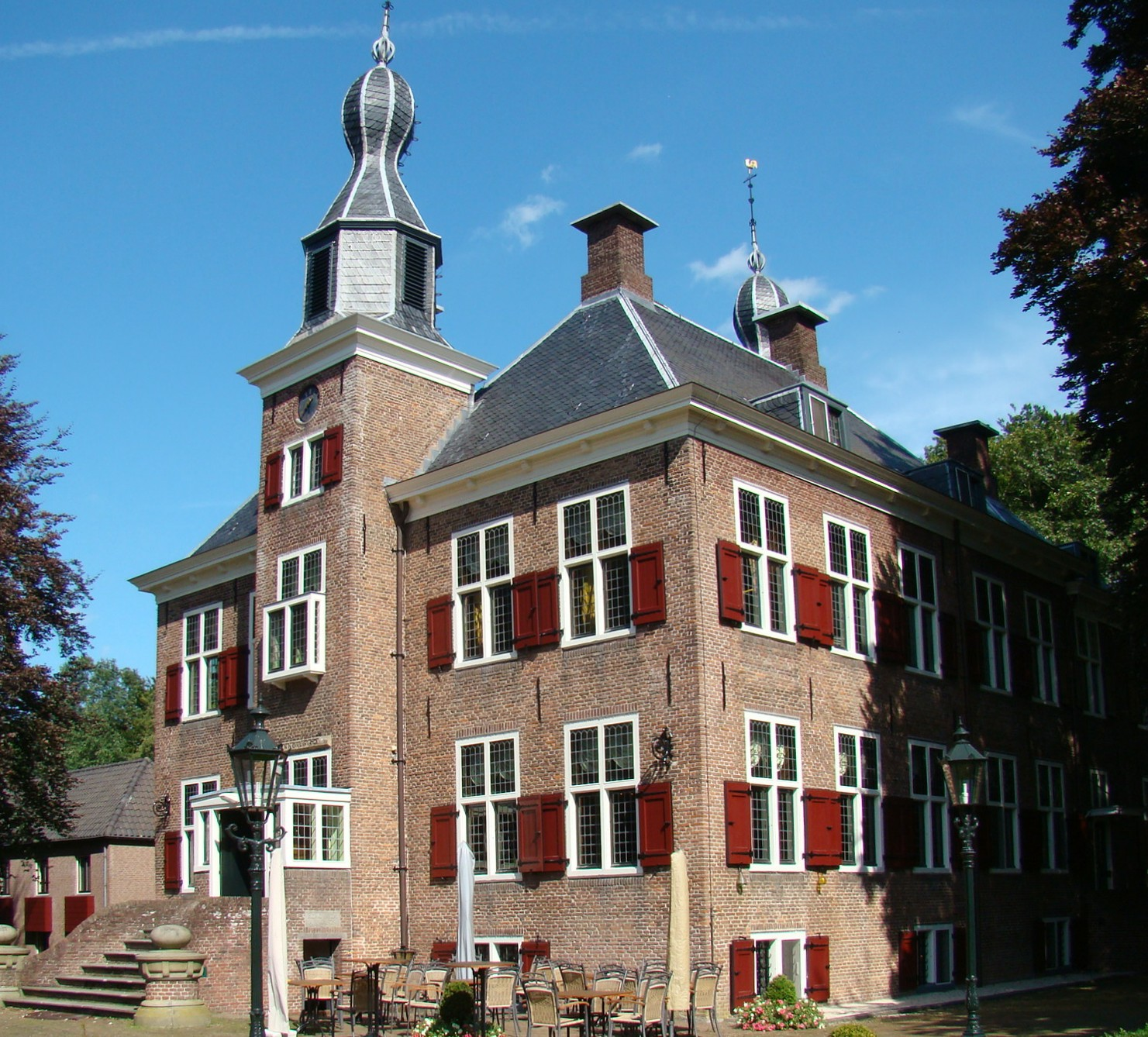
De Essenburgh in 2008 (rechter- en voorzijde)

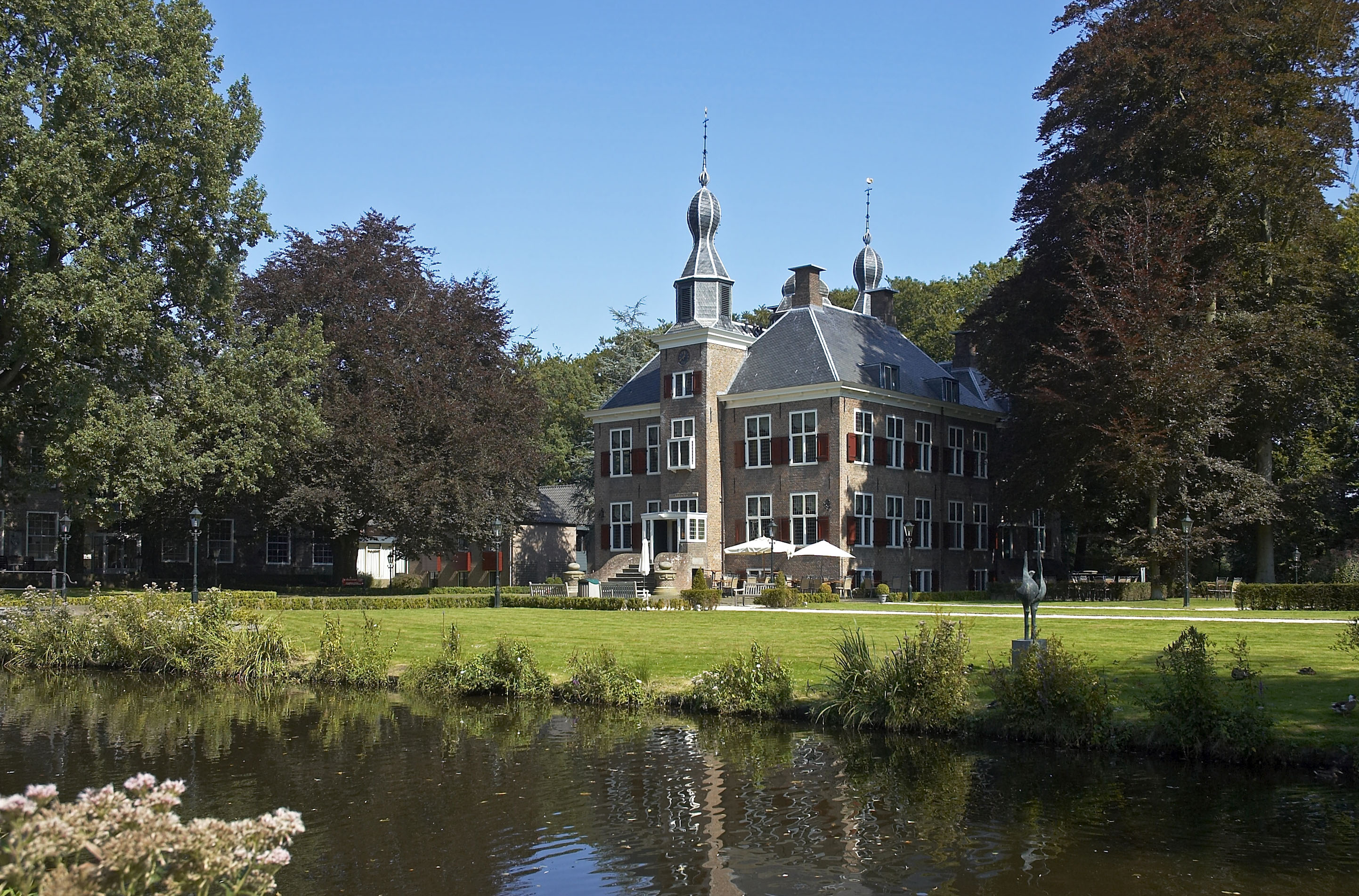
De Essenburgh gelegen in het landgoed

Kasteel De Essenburgh is een kasteel en landgoed in de gemeente Harderwijk, gelegen tussen de dorpen Hierden en Hulshorst, in de Nederlandse provincie Gelderland. Tot 1929 is de naam Essenburg (zonder h) gebruikt.

## Geschiedenis
De gevelsteen maakt melding van het jaar 1652. Diverse publicaties maken echter melding van een middeleeuwse voorganger, hoewel er na archeologisch onderzoek geen enkel spoor van een vroegere bebouwing werd gevonden. De bouwer is wel bekend, Johan Coolwagen. Deze liet het bouwen als statussymbool om zich een plaats binnen de Ridderschap van Veluwe te verwerven. Dit mislukte en Johan Coolwagen moest uiteindelijk het huis aan zijn schuldeisers verkopen.
Na in verscheidene geslachten te zijn geweest kwam in 1721 het kasteel door huwelijk in het geslacht Van Westervelt. Tot 1817 zou het in dat laatste geslacht blijven toen het overging naar mr. Samuel Johannes baron Sandberg, heer van Essenburg (1778-1854), in 1803 getrouwd met Aleyda Johanna van Westervelt (1785-1862), dochter van Anthony Pieter van Westervelt, heer van Leuvenum (1750-1823), welk laatste huis ook overging naar het geslacht Sandberg. Enkele telgen Sandberg kregen naamswijziging tot Van Westervelt Sandberg, ter herinnering aan het voorgeslacht van Essenburg en Leuvenum. Door financiële moeilijkheden zag de laatste eigenaar uit het Sandberg-geslacht, burgemeester jhr. Heribert WilIem Aleid Sandberg, heer van Essenburg (1867-1945), zich genoodzaakt vanaf 1924 tot 1927 het gehele landgoed in meer dan 150 percelen, alsmede de boerderijen, huizen, en tot slot ook het kasteel te verkopen. Hij liet tevens notarieel vastleggen dat de naam nooit meer "Essenburg" mocht zijn en dat de naam Sandberg op de orangerie moest verdwijnen; hij liet -naar het schijnt- het familiearchief verbranden, om vervolgens kinderloos in Den Haag te overlijden. Daarmee kwam na ruim twee eeuwen een eind aan de bewoning door de geslachten Van Westervelt en Sandberg.
In 1929 werd het verwaarloosde kasteel, na in handen te zijn geweest van speculanten, aangekocht door kunsthistorica dr. Johanna Goekoop-De Jongh (1877-1946), weduwe van Adriaan Goekoop (1859-1914). Zij liet het kasteel grondig renoveren, waardoor de raampartijen aan de voorzijde en de entree niet meer oorspronkelijk zijn, en bracht de gevelsteen aan met de tekst: "Renovata anno 1929". Zij gaf het, ingevolge de eis van de laatste Sandberg-eigenaar, de nieuwe naam "Essenburgh". In 1935 verliet zij het kasteel en ging in Ginneken wonen. In 1944 verkocht zij het aan Bernard Carp (1901-1966) die het in 1950 verkocht aan de Norbertijnen.
In 1950 kochten de Norbertijnen van de Abdij van Berne uit Heeswijk-Dinther (Noord-Brabant) het kasteel en de naastgelegen gebouwen. Het kloostergebouw werd in gebruik genomen als priorij. In 1969 begonnen de Norbertijnen met een vormingscentrum in het kasteel. In 1992 is een tweede klooster op het terrein gevestigd genaamd Communiteit Mariengaard, een gemeenschap voor vrouwelijke Norbertijnen.
Tot de gemeentelijke herindeling in 1972 hoorde de Essenburgh bij het dorp Hulshorst in de gemeente Nunspeet. Sindsdien ligt de Essenburgh in Hierden en maakt het deel uit van de gemeente Harderwijk.
Het landgoed is toegankelijk; het huis (tegenwoordig in gebruik als hotel) en nabije omgeving zijn niet vrij toegankelijk.

## Trivia
De architect P.H. van Lonkhuyzen die het Huis te Leuvenum ontwierp heeft dat landhuis in 1921-1923 gebouwd naar eenzelfde ontwerp als De Essenburgh van voor de verbouwing in 1929. Beide huizen waren in de jaren 1920 in het bezit van telgen van het adellijke geslacht Sandberg.